# Mount Durnford
Mount Durnford ist ein 2715 m hoher Berg in der antarktischen Ross Dependency. In den Churchill Mountains ragt er 8 km südöstlich des Mount Field an der Nordflanke des McLay-Gletschers auf.
Teilnehmer der Discovery-Expedition (1901–1904) unter der Leitung des britischen Polarforschers Robert Falcon Scott entdeckten ihn und gaben ihm den Namen Durnford Bluff. Teilnehmer einer von 1960 bis 1961 dauernden Kampagne im Rahmen der New Zealand Geological Survey Antarctic Expedition nahmen eine neuerliche Kartierung vor und änderten die Benennung in die heutige Form ab. Namensgeber ist Admiral John Durnford (1894–1910), der als Junior Naval Lord der britischen Admiralität Scotts Expedition unterstützte.